# コンスタンチン・スタニスラフスキー
コンスタンチン・セルゲーヴィチ・スタニスラフスキー（ロシア語: Константи́н Серге́евич Станисла́вский, ラテン文字転写: Konstantin Sergeevich Stanislavskii, 1863年1月17日（ロシア暦1月5日） - 1938年8月7日）は、ロシア革命の前後を通して活動したロシア・ソ連の俳優で演出家。本姓はアレクセーイェフ（Алексе́ев / Alexeyev）。ロシア演劇の代表的人物の一人。彼が創り上げた俳優の教育法は、スタニスラフスキー・システムと呼ばれ世界に多大な影響を与えた。

## 経歴
19世紀後半のロシア演劇は悲惨な状況で、演出無視など統制がなく、紋切り型の慣例に従う稽古や演技がはびこった実態だった。その中でミハイル・シェープキンなどリアリズムを模索する俳優もいたが、体系化には至らなかった。
芝居が好きなモスクワの工場主兼商人セルゲイ・ウラジミロヴィチ・アレクセーイェフの家に生まれる。母方の祖母はフランス人でペテルブルクでの女優の経歴を持っていた。その影響下で、家庭で行われた活人劇に2、3歳の頃から出演させられていた。正教古儀式派の信徒であり、古儀式派企業家のサッバ(サッワ)・モロゾフとは同窓生。1877年に、兄弟姉妹を中心にアマチュア劇団アレクセーイェフ一座を結成、モスクワ近郊のリュビーモフカの劇場で初舞台。演劇への試みは一家の中で始めていた。なおスタニスラフスキーというポーランド風の名は芸名である。当初、スタニスラフスキーは、複数の家庭教師による教育を受けていたが、一人の教師がギムナジヤへの入学を両親に勧めた。13歳で、モスクワのあるギムナジヤの一年級に入学。次に、1878年から1881年まで、ラザレフ研究所付属のギムナジヤで学び、その後、一家の会社で働き始めた。1885年、22歳で演劇学校に入るがこの学校で学べるものは何も無いと悟り三週間足らずで辞める。この学校で帝室小劇場の女優グリケリア＝フェドートワと出会い、後に様々なことを学ぶ。
1888年、帝室小劇場の団員と慈善公演を行う。演劇人スタニスラフスキーの初仕事だった。その際にグリケリア・フェドートワと夫、舞台監督兼俳優のアレクサンドル・フェドートフに再会。公演を経て、同年、芸術文学協会を設立。協会のためモリエールの「ジョルジュ・ダンダン」を上演しフェドートフに動きやジェスチャーを見せてもらう。1891年、トルストイの『知恵の果実』の上演で、スタニスラフスキー自ら初演出を行った。1895年のカール・グツコー作『ウリエル・アコースタ』の上演に当たっては、ドイツのマイニンゲン一座の演出家ルートヴィヒ・クロネックの影響を受けた演出を用いて大成功を収める。
1897年7月22日、モスクワのレストラン「スラヴィアンスキイ・バザール」からリュビーモフカにあるスタニスラフスキーの両親の別荘へと場を移し、18時間ネミロヴィチ・ダンチェンコと二人で話す。1898年、ダンチェンコ、モロゾフとともにモスクワ芸術座を結成し、ゴーリキー、チェーホフなどの戯曲を上演した。最初の演目は1898年のアレクセイ・トルストイ作『皇帝フョードル・イヴァノヴィチ』。とくにモスクワ芸術座版『かもめ』やゴードン・クレイグと協働した『ハムレット』の上演が有名である。公演に関する最終決定はスタニスラフスキー、レパートリーと台本をダンチェンコが主に担当した。1898年6月14日にモスクワ芸術座顔合わせが行われた。
1908年、モスクワ芸術座10周年の際に、シェープキンを継ぐと公に発表する。1911年、スタニスラフスキー・システムの原型が確立。1912年、第一スタジオ設立。協力者レオポリド・スレルジツキーが指導を行った。これによりシステムが多くの者が教授可能であるような公式にまで洗練された。ロシア革命後の1920年、モスクワ芸術座はソビエト政府に強制的にアカデミックとされる。1921年1月、政府は芸術座にアカデミー劇場の名を与え、教育人民委員部の直接管理下においた。
1924年から自伝ともみなされる回想録『芸術におけるわが生涯』第1巻が英文出版され、1926年に完成した。1928年に、心臓病のため俳優はやめていた。またスターリンによる1930年代の大粛清を生き延びた。
晩年になり、スタニスラフスキー・システム（『俳優の仕事』全4巻）の構想の全貌を明らかにすることを決意した。1936年、英語版が先行刊行される。1938年には、ロシア語版が刊行され、これと前後して、ドイツ語版と中国語版が刊行された。しかし、第3巻、第4巻の刊行を俟たずしてスタニスラフスキーは死去した。

## 表示の芸術と体験の芸術
スタニスラフスキーは、演劇において芸術と呼ぶことが出来るのは表示の芸術と体験の芸術であるとした。表示の芸術とは役の感情と動作を形で示すことであり=役を演じることである。対して体験の芸術は役の感情を心で体験することであり=役になりきることである。スタニスラフスキーは体験の芸術を重視しスタニスラフスキー・システムを作り上げている。もっとも表示を必要としない、としたわけでないため演じることを忘れるわけではない。表示の芸術のように役を演じる俳優の代表例として、フランスのブノワ・コンスタン・コクラン(1841～1909)や18世紀フランスの女優ル・クレロンがいる。体験の芸術のように役になりきる俳優としてはスタニスラフスキー以外に、19世紀イギリスのヘンリー・アーヴィングや18世紀フランスの女優デュメニル、イタリアの老トマゾ・サルヴィーニ(1829～1915)がいる。

## 家族
合計12人の兄弟がおり、同じく演劇にかかわった兄弟がいる。
- 兄：ヴラディミール・セルゲーヴィチ・アレクセーイェフ(Владимир Сергеевич Алексеев)：演出家、脚本家
- 妹：ジナイーダ・セルゲーヴナ・ソコロヴァ(Зинаида Сергеевна Соколова)：女優、演出家。 ロシア・ソビエト連邦社会主義共和国功労芸術家
- 妻：マリヤ・ペトローヴナ・リリナ(Мария Петровна Лилина)：1888年10月に設立した文芸協会で、シラー「たくみと恋」でスタニスラフスキーの相手役、1889年に結婚

## 著書（日本語訳）
- 『俳優修業』山田肇訳、創元社、1951年
  - 未來社（第1・2部）、1954-1956年、改訂版1975年、再版1997年 ほか
- 『俳優と劇場の倫理』 土方与志訳、未來社、1952年
- 『身体的行動』 土方与志訳、未來社、1953年
- 『劇場』 馬上義太郎訳、早川書房、1953年[注釈 20]
- 『芸術におけるわが生涯』 蔵原惟人訳、岩波文庫（全3巻）、1953-1956年
  - 江川卓の改訳版、岩波書店（上下）、1983年
  - 蔵原惟人・江川卓訳、岩波文庫（上中下）、2008年

スタニスラフスキー自伝。裕福な家庭に生まれ、芸術に親しんだ幼少期から、演劇に情熱を燃やす青年期、スタニスラフスキー・システムの確立、劇団の分裂、ロシア革命の勃発・ソ連の成立という激動の時代を描いている。
- 『舞台の第一歩』 倉橋健訳、未來社、1954年
- 『演出者と俳優』 牧原純訳、未來社、1955年
- 『俳優の仕事』 千田是也訳、理論社（全4巻）、1968-1971年
- 『俳優の仕事 第一部 俳優教育システム』 堀江新二・岩田貴・浦雅春・安達紀子訳、未來社、2008-2009年
- 『俳優の仕事 第二部 俳優教育システム』 堀江新二・岩田貴・安達紀子訳
- 『俳優の仕事 第三部 俳優の役に対する仕事』 堀江新二・岩田貴・安達紀子訳
スタニスラフスキー・システムの理論書の新訳。旧版・山田訳『俳優修業』は、英訳版からの重訳。ロシア語原版により、山田訳では未収録のエピソード、原註、草稿も訳された。

## 関連文献
- リー・ストラスバーグ『メソードへの道』(米村晰訳、劇書房、1989年)
- ジーン・ベネディティ『スタニスラフスキー伝 1863‐1938』（高山図南雄、高橋英子訳、晶文社、1997年）
- 同上『演技　創造の実際　スタニスラフスキーと俳優』（高山図南雄、高橋英子訳、晩成書房、2001年）
- 同上『スタニスラフスキー入門』（松本永実子訳、而立書房、2008年）
- 堀江新二・ナタリヤ・スタローセリスカヤ・松川直子・東山咲子共著『ロシア演劇の魅力』(東洋書店、2002年)
- セルゲイ・チェルカッスキー『スタニスラフスキーとヨーガ』（堀江新二訳、未来社、2015年）
- レオニード・アニシモフ『スタニスラフスキーへの道』 (遠坂創三、上世博及訳、未知谷、2016年）
- ニック・ウォーラル『モスクワ芸術座』（佐藤正紀訳、而立書房、2006年）